# Університет сільського господарства і технології імені Ґовінда Баллабха Панта
Університет сільського господарства і технології імені Ґовінда Баллабха Панта (англ. Govind Ballabh Pant University of Agriculture & Technology, GBPUA&T або Pantnagar) — публічний університет у місті Пантанґар регіону Кумаон індійського штату Уттаракханд. Це перший сільськогосподарський вищий навчальний заклад Індії, заснований як Уттарпрадешський сільськогосподарський університет (Uttar Pradesh Agricultural University, UPAU) у 1960 році та перейменовений на ім'я борця за незаліжність Індії Ґовінда Баллабха Панта у 1972 році.